# Доча
Доча (болг. Доча) — село в Болгарии. Находится в Габровской области, входит в общину Дряново. Население составляет 8 человек.

## Политическая ситуация
В местном кметстве Царева-Ливада, в состав которого входит Доча, должность кмета (старосты) исполняет Мария Христова Иванова (коалиция в составе 3 партий: Болгарская социалистическая партия (БСП), Болгарская социал-демократия (БСД) и Земледельческий союз Александра Стамболийского (ЗСАС)) по результатам выборов.
Кмет (мэр) общины Дряново — Иван Илиев Николов (независимый) по результатам выборов.